# Роберто Фирмино
Роберто Фирмино Барбоса де Оливеира (Масејо, 2. октобар 1991) бразилски је фудбалер који игра за Ел Ахли и репрезентацију Бразила.
Каријеру је започео у Фигуеиренсеу 2009. године, у Хофенхајму је играо четири и по сезоне, а у јулу 2015. године је стигао у Ливерпул. За репрезентацију Бразила је дебитовао у новембру 2014. године.

## Клупска каријера

### Почетак каријере
Младом тиму Фигуеиренсеа се прикључио 2008. године, са 17 година. Најчешће је играо као дефанзивни везни. У првом тиму је дебитовао 24. октобра 2009. године, када је ушао на полувремену утакмице против Понте Прете у оквиру Серије Б. У јануару 2010. је прекомандован из омладинског у први тим. Свој први професионални гол у каријери постигао је 8. маја 2010. године, када је постигао победоносни гол против Сао Каетана. Те сезоне је постигао укупно осам голова на 36 утакмица и тада се Фигуеиренсе вратио у Серију А након две године у нижем рангу.

### Хофенхајм
Фирмино је у децембру 2010. године потписао уговор са Хофенхајмом до јуна 2015. Званично је стигао у Хофенхајм 1. јануара 2011. године, када је почео зимски прелазни рок. Дебитовао је месец дана касније у поразу против Мајнца у немачкој Бундеслиги, када је ушао са клупе и заменио Себастијана Рудија. Први гол за Хофенхајм постигао је 16. априла, то је био једини гол у утакмици против Ајнтрахта из Франкфурта.
Крајем новембра 2011. је избачен из тима заједно са Чинедуом Обасијем због кашњења на тренинг и тада је пропустио утакмицу против Бајера из Леверкузена. До краја те сезоне је постигао још два гола, против Волфсбурга и Борусије из Менхенгладбаха. Следеће сезоне је постигао седам голова на 36 утакмица.
У јулу 2013. године, Локомотива из Москве је понудила Хофенхајму 12 милиона евра за Роберта Фирмина. Он је 27. марта 2014. продужио уговор са Хофенхајмом на још три године.
Сезону 2013/14 завршио је као најбољи стрелац и асистент своје екипе са 16 голова и 12 асистенција, такође био је четврти најбољи стрелац и други најбољи асистент Бундеслиге те сезоне.

### Ливерпул
У јуну 2015. године, док је наступао за репрезентацију Бразила на Копа Америци, Хофенхајм и Ливерпул су договорили његов прелазак за 29 милиона фунти. Ливерпул је 24. јуна потврдио долазак Роберта Фирмина, који је и озваничен 4. јула.
Први пут је наступио за Ливерпул 2. августа у пријатељској утакмици против Свиндон Тауна, а недељу дана касније дебитовао је и у званичној утакмици против Стоук Ситија у оквиру Премијер лиге када је ушао са клупе и заменио Џордона Ајба. Први гол за Ливерпул постигао је 21. новембра у победи од 4-1 против Манчестер Ситија.
Почетком 2016. године Јирген Клоп је променио Фирминову позицију у тиму, када је почео да игра као нападач. У јануару је постигао голове против Арсенала и Норич Ситија. Због знатно боље форме, гобио је награду за најбољег играча месеца јануара у Ливерпулу. Ту сезону је завршио као најбољи стрелац Ливерпула са десет постигнутих голова.
Пре почетка сезоне 2017/18, променио је број на дресу, узео је број 9, да би нови саиграч, Мохамед Салах, добио број 11. На утакмици Лиге шампиона против Марибора 17. октобра, постигао је два гола и тако учествовао у подеди Ливерпула од 7-0, најубедљивијој победи Ливерпула и било ког тима из Премијер лиге у гостима у оквиру тог такмичења. Два месеца касније, дао је гол у победи Ливерпула над Борнмутом од 4-0, чиме је Ливерпул постао први клуб у историји Премијер лиге који је победио четири утакмице у гостима заредом са разликом од три или више голова. У сезони 2017/18 Ливерпул је стигао до финала УЕФА Лиге шампиона.
Роберто Фирмино је 29. априла 2018. потписао нови вишегодишњи уговор са Ливерпулом.

## Репрезентативна каријера
Први позив у репрезентацију је добио 23. октобра 2014. године, за пријатељске утакмице са Турском и Аустријом. Дебитовао је 12. новембра против Турске, у победи Бразила од 4-0. Први гол за репрезентацију Бразила постигао је 18. новембра на пријатељској утакмици против Аустрије, тим голом је донео победу од 2-1 својој репрезентацији на тој утакмици. У мају 2015. нашао се на списку репрезентације за Копа Америку, која се те године одржавала у Чилеу. Свој једини гол на Копа Америци 2015. постигао је у поразу Бразила од Венецуеле 2-1 у оквиру групе Ц на том такмичењу. Бразил је био први у својој групи, али је испао од Парагваја у четврт-финалу.
Са својом репрезентацијом се квалификовао на Светско првенство у Русији у којем се Бразил налази у групи Е, са Швајцарском, Костариком и Србијом и у мају 2018. је објављено да ће Фирмино ићи на Светско првенство као један од 23 играча Бразила.

## Стил игре
У Хофенхајму, Фирмино је првенствено играо на позицији офанзивног везног, али је повремено играо и као нападач, крило или централни везни. На почетку своје каријере у Ливерпулу, док је тренер био Брендан Роџерс, Фирмино је играо на позицији левог крила. Доласком Јиргена Клопа на место тренера Ливерпула, Фирмино је почео да игра на позицији централног нападача. Због своје способности да се уклопи у систем игре Јиргена Клопа, на тој позицији се усталио као први избор у сезони 2017/18.

## Приватни живот
У јуну 2017. Роберто Фирмино се венчао са Ларисом Переиром у свом родном граду, и они имају две кћерке.
У децембру 2016. Фирмино је ухапшен због вожње под дејством алкохола; на суђењу у фебруару 2017. је кажњен са 20 хиљада фунти и возачка дозвола му је одузета на годину дана.
Навијачи и играчи Ливерпула су му дали надимак "Боби", као скраћену верзију имена Роберто.

## Статистика
| Клуб        | Сезона   | Лига          | Лига | Лига   | Куп  | Куп    | Лига куп | Лига куп | Континентално | Континентално | Остало | Остало | Укупно | Укупно |
| Клуб        | Сезона   | Дивизија      | Нас. | Голова | Нас. | Голова | Нас.     | Голова   | Нас.          | Голова        | Нас.   | Голова | Нас.   | Голова |
| ----------- | -------- | ------------- | ---- | ------ | ---- | ------ | -------- | -------- | ------------- | ------------- | ------ | ------ | ------ | ------ |
| Фигуеиренсе | 2008/09  | Серија Б      | 2    | 0      | -    | -      | -        | -        | -             | -             | -      | 2      | 0      |        |
| Фигуеиренсе | 2009/10  | Серија Б      | 36   | 8      | -    | -      | -        | -        | -             | -             | 15     | 4      | 51     | 12     |
| Фигуеиренсе | Укупно   | Укупно        | 38   | 8      | -    | -      | -        | -        | -             | 15            | 4      | 53     | 12     |        |
| Хофенхајм   | 2010/11  | Бундеслига    | 11   | 3      | -    | -      | -        | -        | -             | -             | -      | -      | 11     | 3      |
| Хофенхајм   | 2011/12  | Бундеслига    | 30   | 7      | 3    | 0      | -        | -        | -             | -             | -      | -      | 33     | 7      |
| Хофенхајм   | 2012/13  | Бундеслига    | 33   | 5      | 1    | 0      | -        | -        | -             | -             | 2      | 2      | 36     | 7      |
| Хофенхајм   | 2013/14  | Бундеслига    | 33   | 16     | 4    | 6      | -        | -        | -             | -             | -      | -      | 37     | 22     |
| Хофенхајм   | 2014/15  | Бундеслига    | 33   | 7      | 3    | 3      | -        | -        | -             | -             | -      | -      | 36     | 10     |
| Хофенхајм   | Укупно   | Укупно        | 140  | 38     | 11   | 9      | -        | -        | -             | -             | 2      | 2      | 153    | 49     |
| Ливерпул    | 2015/16  | Премијер лига | 31   | 10     | 0    | 0      | 5        | 0        | 13            | 1             | -      | -      |        |        |
| Ливерпул    | 2016/17  | Премијер лига | 35   | 11     | 2    | 0      | 4        | 1        | -             | -             | -      | -      |        |        |
| Ливерпул    | 2017/18  | Премијер лига | 37   | 15     | 2    | 1      | 0        | 0        | 14            | 11            | -      | -      |        |        |
| Ливерпул    | Укупно   | Укупно        | 103  | 36     | 4    | 1      | 9        | 1        | 27            | 12            | 0      | 0      | 142    | 50     |
| Каријера    | Каријера | Каријера      | 281  | 82     | 15   | 10     | 9        | 1        | 27            | 12            | 17     | 6      | 349    | 111    |

### Репрезентативна
Ажурирано 17. новембра 2020.
| Бразил | Бразил   | Бразил |
| Година | Утакмице | Голови |
| ------ | -------- | ------ |
| 2014   | 2        | 1      |
| 2015   | 9        | 3      |
| 2016   | 2        | 1      |
| 2017   | 5        | 0      |
| 2018   | 11       | 3      |
| 2019   | 15       | 5      |
| 2020   | 4        | 3      |
| Укупно | 48       | 16     |

## Трофеји
Ливерпул
- Премијер лига (1) : 2019/20.
- ФА куп (1) : 2021/22.
- Лига куп (1) : 2021/22.
- ФА Комјунити шилд (1) : 2022.
- Лига шампиона (1) : 2018/19.
- Суперкуп Европе (1) : 2019.
- Светско клупско првенство (1) : 2019.

Бразил
- Копа Америка (1) : 2019.